# كلود (نموذج لغوي)
كلود (بالإنجليزية: Claude)‏ هو نموذج لغوي كبير من تطوير شركة أنثروبيك. أُصدر النموذج الأول في مارس 2023. أُصدر كلود 3 في مارس 2024، وقد تضمن ميزة تحليل الصور.

## النماذج

### كلود
تم إطلاق الإصدار الأول من كلود في مارس 2023، وقد كان يتضمن مشاكل في بعض المهام مثل البرمجة والرياضيات والتفكير. تم تطوير كلود بتعاقد أنثروبيك مع شركتي نوشن وكورا.

#### كلود إنستنت
كلود إنستنت هو إصدار أسرع وأخف من نموذج الكلود، لكنه يسمح بـ100٬000 أمارة بدلًا من 200٬000.

### كلود 2
أُطلق الإصدار الثاني من كلود في يوليو 2023، وهو أول إصدار متوفر لعامة الناس، وقد تضمن ميزة قراءة ملفات بي دي إف.

#### كلود 2.1
أُطلق الإصدار 2.1 بهدف مضاعفة أمارات النموذج اللغوي من 100٬000 إلى 200٬000، وهو ما يعادل كتابًا بـ500 صفحة.

### كلود 3
أُطلق كلود 3 في 14 مارس 2024.

#### كلود 3.5
أُطلق كلود 3.5 في 20 يونيو 2024.

#### كلود 3.7
أُطلق كلود 3.7 في 24 فبراير 2025.

## الوصول
يٌعد الوصول لكلود 3.5 مجانيًا، لكنه يتطلب رقم هاتف وبريدًا إلكترونيًا موثقين. توجد خطة مدفوعة للوصول إلى نماذج كلود 3 اللغوية السابقة.
في 1 مايو 2024، أعلنت أنثروبيك عن توفير اشتراك كلود للشركات والذي يحمل تسمية «كلود تيم»، كما وأعلنت عن تطبيقها لمنصة آب ستور على أجهزة آي أو إس.
في مارس 2025 أعلنت أنثروبيك عن توفير ميزة اللبحث عبر الويب لمشتركيها في الولايات المتحدة، مع خطط لتوسعة تغطية الميزة في المستقبل.

## وصلات خارجية
- الموقع الرسمي